# 120188 Amyaqueche
120188 Amyaqueche este o planetă minoră (asteroid) din centura de asteroizi. A fost descoperită pe 11 februarie 2004 la Catalina Station⁠(d) de Catalina Sky Survey. 
Obiectul prezintă o orbită caracterizată de o semiaxă mare de 2,2379927210683 UAi, o excentricitate de 0,12, o înclinație de 2,6 ° în raport cu ecliptica.